# カイバル峠
カイバル峠（カイバルとうげ、Khyber Pass、درہ خیبر）は、パキスタン（連邦直轄部族地域）とアフガニスタン（ナンガルハール州）の間にある峠。古代から文明の回廊として重要な役割を果たし、南アジア世界と中央ユーラシア世界を結ぶ交通の要衝であった。最高地点の標高は約1070m。
この地域は銃器や弾薬を製造する小規模工房が多いことでも知られている。地場の職工が雑多な材料から手作りする製品は、大手メーカーの無許可模倣品から独自のアレンジ品まで多岐にわたり、品質も玉石混合である。

## 歴史
パキスタンの北西端に位置しており、パキスタンのペシャーワルに近い。インド世界はヒマラヤ山脈、スレイマン山脈、大インド砂漠（タール砂漠）などに囲まれた地域であり、外部からの侵入は容易ではない。そのため、カイバル峠は古代から数少ない侵入路となっていた。カイバル峠を越えるとアフガニスタンのジャラーラーバードへと至る。紀元前1500年頃、このカイバル峠を越えてアーリヤ人がパンジャーブ地方に侵入した。
紀元前326年ごろにはアレクサンドロスがこの地を通り、西北インドのパンジャーブ地方にまで侵攻したが、部下の反対によって引き返した。
カイバル峠は、シルクロードから南下してインドに向かう際の交易路としても重要な役割を果たした。そのため、交易の利権を得ようとする諸勢力がこの地の周辺をめぐって抗争を続けた。インドのイスラーム化もこのルートから侵入したガズナ朝のマフムードによって進められた。
また、東晋時代の僧法顕、唐時代の僧玄奘もカイバル峠を越えてインドに留学した。この峠の麓のガンダーラ地方で初めて仏像がつくられた。

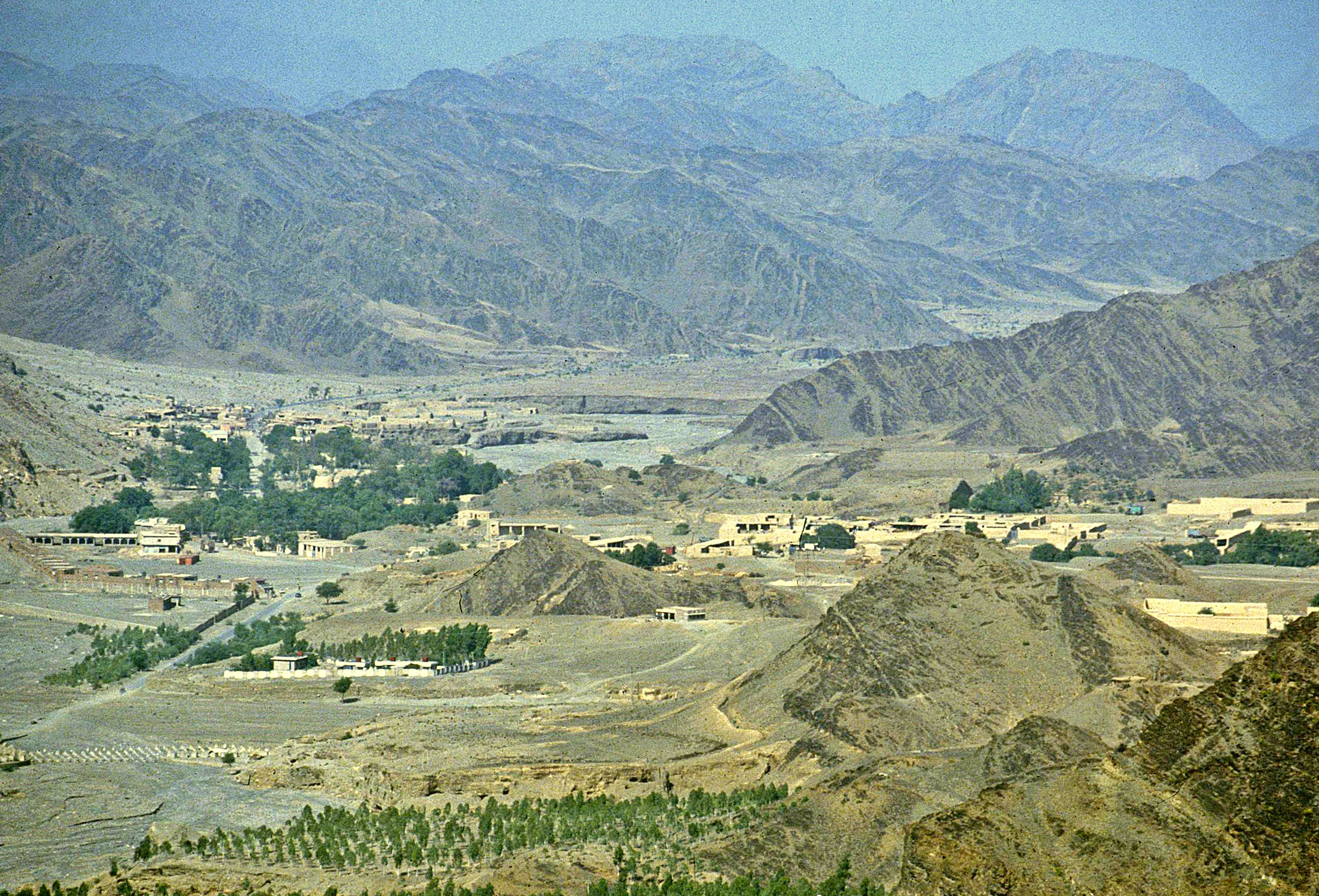
峠遠望

16世紀前半には、ウズベク人の侵入を受けて滅亡したティムール朝の残党がインドへ侵入し、ムガル帝国を建国した。19世紀前半には、アフガニスタンにまで影響力を広げようとしたイギリスが、この地を戦場としてアフガン人と争った（第一次アフガン戦争）。1880年、第二次アフガン戦争を経てアフガニスタンを事実上の保護国としたイギリスは、この地の交通網を整備した。現在はアジアハイウェイ1号線の一部となっている。